# قائمة سفراء السعودية لدى اليمن
سفير المملكة العربية السعودية لدى اليمن هو الممثل الرسمي للمملكة العربية السعودية لدى اليمن، حيث يقع مقر السفارة السعودية في عدن بشكل مؤقت. يشغل منصب السفير حاليًا محمد آل جابر وذلك منذ 1 سبتمبر 2014. خدم تسعة سفراء بين عامي 1958 و 2019.

## قائمة السفراء
| تاريخ الاعتماد الدبلوماسي | اسم السفير بالعربية                 | ملاحظات | ملك السعودية                   | رئيس حكومة اليمن         | تاريخ الانتهاء  |
| ------------------------- | ----------------------------------- | --- | ------------------------------ | ------------------------ | --------------- |
| 1958                      | الشيخ محمد بن عبد الرحمن العبيكان   | كان الشيخ محمد العبيكان سفير المملكة العربية السعودية في صنعاء، اليمن | سعود بن عبد العزيز آل سعود     | الحسن بن يحيى حميد الدين | 1961 no mate    |
| 1976                      | الشيخ مساعد بن أحمد بن محمد السديري | [ 3 ] | فيصل بن عبد العزيز آل سعود     | عبد الله الحجري          |                 |
| 1984                      | محمود بحراوي                        | [ 4 ] | فهد بن عبد العزيز آل سعود      | عبد العزيز عبد الغني     |                 |
| 1996                      | علي بن محمد القفيدي                 | في 1 أبريل 1992، تم احتجاز السفير السعودي في اليمن، علي بن محمد القفيدي، لمدة 18 ساعة كرهينة على يد مسلح يمني كان قد دخل إلى السفارة السعودية في صنعاء، اليمن. انتهى الحادث بسلام. | فهد بن عبد العزيز آل سعود      | حيدر أبو بكر العطاس      |                 |
| يناير 1, 1995             | علي بن محمد القفيدي                 | [ 6 ] | فهد بن عبد العزيز آل سعود      | عبد العزيز عبد الغني     |                 |
| يناير 1, 2002             | محمد القحطاني                       | [ 7 ] | فهد بن عبد العزيز آل سعود      | عبد القادر باجمال        |                 |
| أبريل 26, 2006            | علي بن محمد الحمدان                 | من عام 2010 إلى عام 2011، كان السيد عبد الله محمد الحمدان السكرتير الثالث في لندن.                                                                                                 | فهد بن عبد العزيز آل سعود      | عبد القادر باجمال        | مارس 22, 2007   |
| سبتمبر 1, 2014            | محمد آل جابر                        | تم تعيين محمد آل جابر سفيرًا في 1 سبتمبر 2014 ، قبل عشرة أيام فقط من سيطرة الحوثيين على اليمن في سبتمبر 2014.                                                                       | عبد الله بن عبد العزيز آل سعود | محمد باسندوة             | فبراير 14, 2015 |
| فبراير 26, 2015           | محمد آل جابر                        | نقل السفير السعودي محمد آل جابر مقر السفارة السعودية في اليمن من صنعاء إلى عدن. | سلمان بن عبد العزيز آل سعود    | خالد محفوظ بحاح          |                 |

## قائمة ممثلي الجمهورية العربية اليمنية
كانت الجمهورية العربية اليمنية، والمعروفة أيضًا باسم اليمن الشمالي، دولة مستقلة في الفترة منذ عام 1962 إلى عام 1990، في الجزء الغربي مما يعرف الآن باليمن. ساعدت المملكة العربية السعودية الحزبيين الملكيين في المملكة المتوكلية اليمنية ضد أنصار الجمهورية العربية اليمنية حتى عام 1970، عندما اعترف الملك السعودي فيصل بن عبد العزيز آل سعود بالجمهورية العربية اليمنية. بعد ذلك، حافظت الحكومة السعودية على العلاقات الدبلوماسية. اتحدت الجمهورية العربية اليمنية مع جمهورية اليمن الديمقراطية الشعبية (والتي تُعرف أيضًا باسم جنوب اليمن)، في 22 مايو 1990 لتشكيل الجمهورية اليمنية الحالية.
| تاريخ الاعتماد الدبلوماسي | السفير                         | ملاحظات | ملك السعودية               | رئيس حكومة الجمهورية العربية اليمنية | تاريخ الانتهاء |
| ------------------------- | ------------------------------ | ------- | -------------------------- | ------------------------------------ | -------------- |
| 1978                      | محمد عبد القادرعلاقي           |         | خالد بن عبد العزيز آل سعود | محمد علي هيثم                        |                |
| 1984                      | موفق عبد الله إبراهيم الدليجان |         | فهد بن عبد العزيز آل سعود  | محمد علي هيثم                        |                |